# Calavera literaria
Pour les articles homonymes, voir Calavera.
 (octobre 2012).
Si vous disposez d'ouvrages ou d'articles de référence ou si vous connaissez des sites web de qualité traitant du thème abordé ici, merci de compléter l'article en donnant les références utiles à sa vérifiabilité et en les liant à la section « Notes et références ».

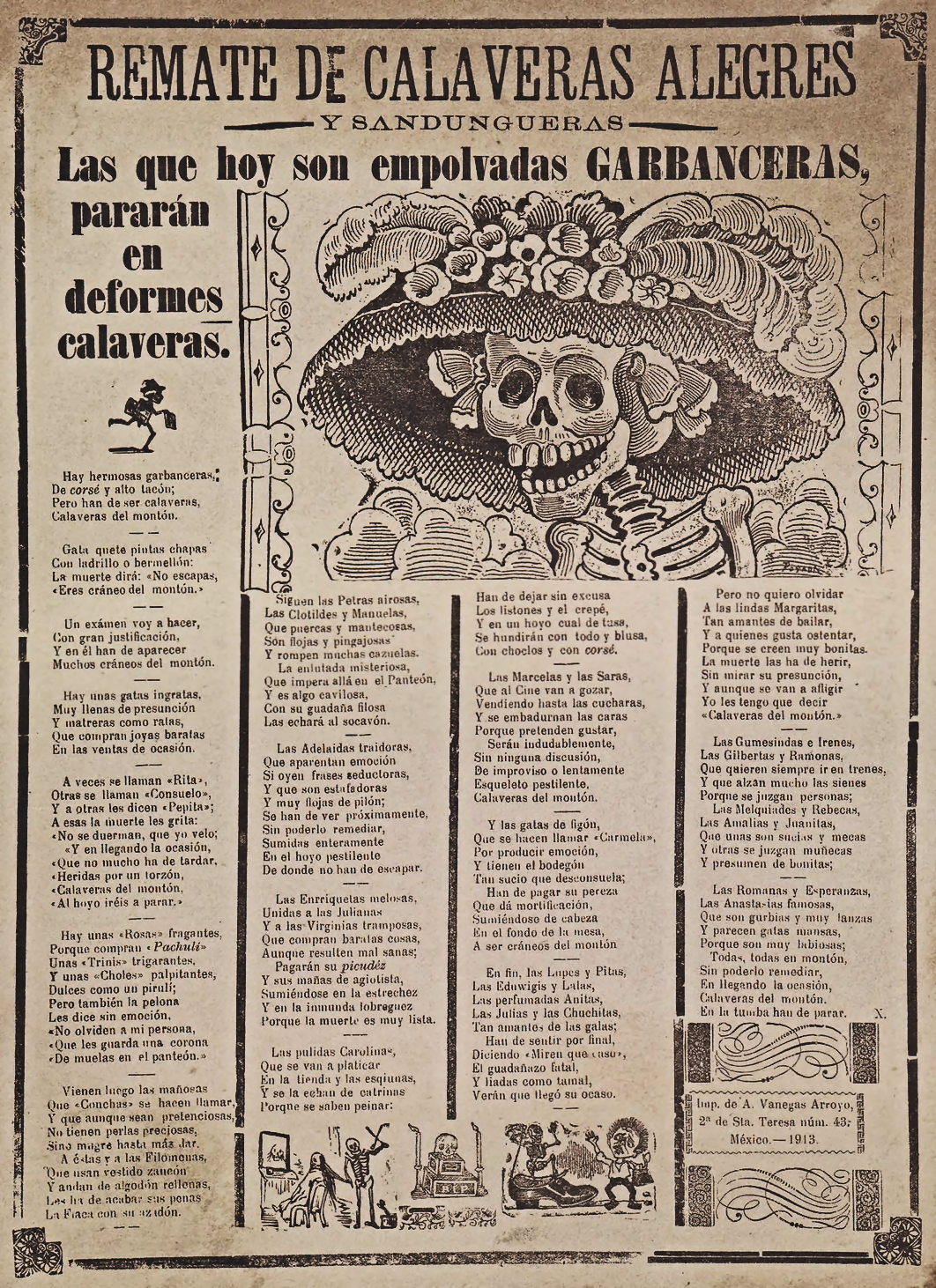
La Calavera Garbancera de José Guadalupe Posada accompagne une calavera literaria (feuille de 1913).

Les calaveras literarias (soit "crânes littéraires" si traduit de l'espagnol au français) sont, dans la tradition mexicaine, des poèmes, des palabres, des danses populaires et des satires caricaturant une personnalité de façon irrévérencieuse en rencontrant la Mort. Ces personnalités sont le plus souvent des hommes politiques, des fonctionnaires ou d'autres hommes publics.

## Histoire
Elles ont pour origines les épitaphes de Jorge Manrique (1430-1479).
Les dernières lignes de Don Quichotte de Miguel de Cervantes (1615) en sont un exemple classique.
Les premières calaveras literarias sont apparues dans la seconde moitié du XIXe siècle, dans des feuilles paraissant épisodiquement et qui publiaient ces caricatures, la plus connue d'entre elles était une publication appelée El Jicote.
Elles sont accompagnées d'images mettant en scène de façon amusante la mort de ces personnages.